# Pierre Scoupreman

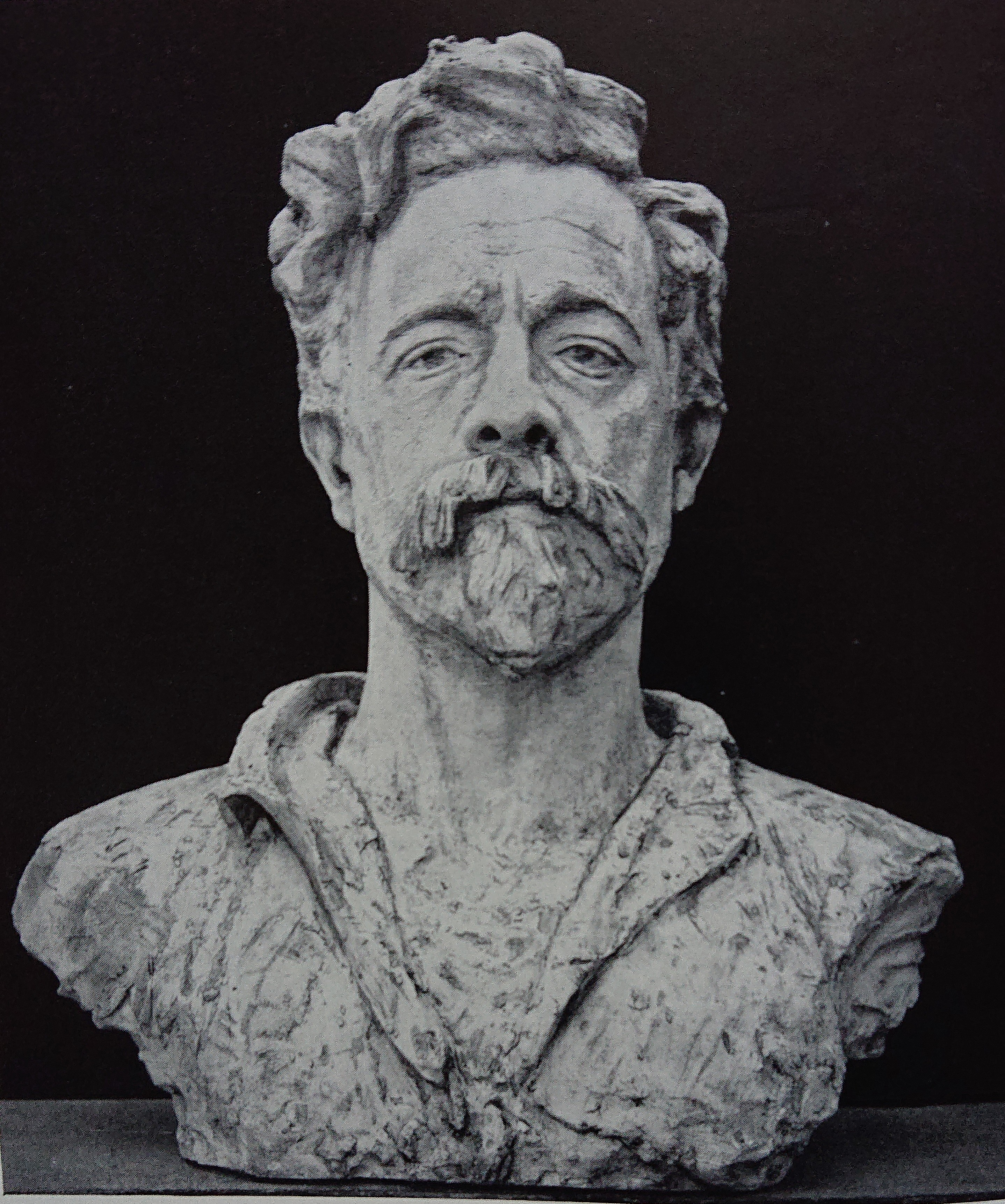
Pierre Scoupreman door Adolphe Wansart, 1908

Pierre Scoupreman (Brussel, 18 november 1873 - Ukkel, 1960) was een Belgische schilder en graveur van stillevens, landschappen en portretten. Hij maakte deel uit van de Brabantse fauvisten.
In Ukkel is een straat in het Wolvendaelpark naar hem vernoemd.

## Biografie
Pierre  Scoupreman werd geboren op 18 november 1873 in Brussel.  Hij was afkomstig uit een arbeidersgezin en werkte hij eerst als klerk in de muziekwinkel Oërtel in de Regentschapstraat en daarna als mijnwerker in Charleroi. In Brussel woonde de familie Louis Thévenet samen met de familie van Pierre Scoupreman. De speelvrienden van weleer zouden levenslang bevriend zou blijven. In 1898 trouwde hij met Virginie Van Assche, met wie hij zes kinderen kreeg.
Pierre Scoupreman leerde schilderen als hobby. Hij was autodidact. Hij bezoekt de kunstgroep "Vieux Cornet", in het Nederlands "Hof ten Hoorn" in Ukkel, de voorloper van de Kunstkring van Ukkel. Later nam hij deel aan het vrije atelier "L'Effort", in die periode geleid door Auguste Oleffe.  
Scoupreman wordt  beschouwd als een lid van Brabantse fauvisten. 
Een mijlpaal bij het begin van zijn carrière was zijn eerste tentoonstelling in Charleroi in 1911, die hem in staat stelt zijn werken onder de aandacht te brengen en de deuren te openen naar de Salons. 
Vanaf de oprichting in 1914 bezoekt Scoupreman ook het vrije atelier "Labeur" samen met Arthur Navez, Charles Dehoy en Roger Parent. Dit atelier werd opgericht door de schilder William Jelley om de kunstenaars bij het begin van de oorlog het nodige materiaal te verlenen om hun kunst te kunnen blijven uitoefenen.   
Zijn carrière bereikte zijn hoogtepunt in 1935  toen hij samen met  Henri-Victor Wolvens, Jean Albert Gooris, Charles Counhaye en Joseph-Gérard Van Goolen onder de naam "Groupe des V" deel nam aan enkele tentoonstellingen in de galerie Georges Giroux.
In 1938 maakte hij, samen met onder meer Rodolphe Strebelle, Henri Logelain en François Van Haelen, deel uit van de jury van de Kunstkring van Brussel die de jaarlijkse Oleffe-prijs uitreikte.
Scoupreman was ook actief in de beeldhouwkunst en in mindere mate in de linosnede zoals "La Moisson" of "Le Faucheur".   
Hij werd benoemd tot Ridder in de Orde van Leopold II in 1952.
Pierre Scoupreman stierf in 1960 

## Tentoonstellingen
- Internationale Tentoonstelling van Charleroi (29 april tot 27 november 1911)
- Les Bleus de la G.G.G. in galerie Georges Giroux (december 1912)
- IXe tentoonstelling van "Les Indépendants" in Museum voor Moderne Kunsten (Brussel, july 1912)
- Xe tentoonstelling van "Les Indépendants" in Museum voor Moderne Kunsten (october 1913)
- Herfst Salon in Museum voor Moderne Kunsten (october 1915)
- Tentoonstelling "Les Indépendants" in galerie Georges Giroux (Brussel, mars 1916)
- Groepstentoonstelling met het kunstgroep l'Aurore (Binche, 1916)
- Vier-Seizoenen tentoonstelling in het Rood Klooster (Ouderghem, 1918)
- Groepstentoonstelling met het kunstgroep l'Evolution in galerie Sneyers (Brussel, 1918)
- Groepstentoonstelling in galerie Georges Giroux (1920)
- 42e Salon Triennal van Gent (july 1922)
- Tentoonstelling "Les Indépendants" in Wolvendael kasteel (Ukkel, 1923)
- Verzameling François Van Haelen in Wolvendael kasteel (mei 1924)
- Persoonlijke tentoonstelling in Cercle Artistique van Brussel (december 1925)
- Jaarlijke tentoonstelling van Uccle Centre d'Art in Wolvendael park (augustus 1937)
- Persoonlijke tentoonstelling in galerie Le Régent (Brussel, april 1939)
- Persoonlijke tentoonstelling in galerie des Carmes (Brussel, april 1941)
- Persoonlijke tentoonstelling in Gulden Vlies galerij (Brussel, october 1946)
- Persoonlijke tentoonstelling in Egmond galerij (Brussel, mars 1951)
- Persoonlijke tentoonstelling in Egmond galerij (Brussel, november 1955)

## Algemene bronnen
https://mr-expert.com/artistes/estimation-cote-prix-pierre-scoupreman/
Dictionnaire de peintres belges https://peintres.kikirpa.be/Detail_notice.php?id=4698